# Brasão de armas da Bolívia

Atual brasão da Bolívia

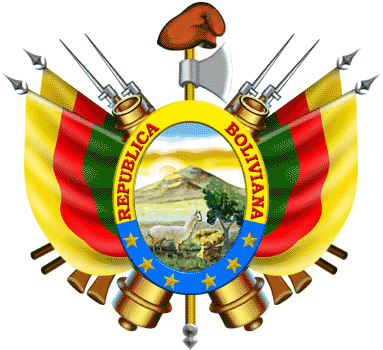
Antigo brasão da Bolívia

O atual brasão da Bolívia foi estabelecido oficialmente pelo decreto 27630 aprovado pelo presidente Carlos Mesa e pelos ministros de governo no dia dezenove de Julho de 2004.

## Descrição
Foi modificado pela última vez no dia dezenove de Julho de 2004 pelo presidente do governo Carlos Mesa e ministros mediante o decreto 27630.
O brasão nacional da Bolívia é de forma elíptica. Na parte superior, leva um sol nascente aparecendo atrás do morro de Potosí. Em seu centro, o morro Rico de Potosí e o morro Menor. Na parte superior do morro Menor, a capela do Sagrado Coração de Jesus. Na parte inferior esquerda do conjunto formado pelos morros, uma alpaca branca. A sua direita, um feixe de trigo e uma palmeira. Ao redor, o oval de cor azul com um filete interior de cor dourada. Na metade superior do óvalo, a inscrição BOLÍVIA em letras de ouro e em maiúsculas. Na metade inferior do óvalo, dez estrelas de cinco pontas de ouro. Ao lado, três bandeiras nacionais, um canhão, dois fuzis, um machado à direita e o gorro da república à esquerda. Completa o escudo o condor em posição de alçar vôo. Atrás do condor, duas ramas entrelaçadas de louro e oliveira. O louro à esquerda e a oliveira à direita fazendo uma coroa. Quando existente, o campo exterior ao escudo será azul perolado.

### Proporções e Dimensões
Altura: quinze centímetros da parte inferior dos estandartes até a parte superior dos ramos de louro e oliveira.
Largura: vinte centímetros entre o remate de mastro mais à esquerda e o remate de mastro mais à direita.

### Simbologia
- O condor dos Andes é a ave nacional da Bolívia e simboliza a busca de horizontes sem limites do país.
- O louro simboliza o triunfo, a glória depois da guerra.
- O ramo de oliveira simboliza a paz e a glória dos povos.
- A bandeira é o símbolo máximo nacional.
- Os fuzis e os canhões simbolizam as armas do país.
- O machado simboliza a autoridade, o comando do país.
- O gorro frígio, também conhecido como píleo, simboliza a república.
- A cor azul do filete em que se inscreve "Bolívia" simboliza o litoral perdido pelo país.
- O monte Rico de Potosí, cujas riquezas de prata foram descobertas em 1545, foi uma das minas de prata mais ricas do mundo. Simboliza a riqueza dos recursos naturais bolivianos.
- O monte Menor está associada ao conjunto do monte Rico de Potosí, constituindo-se numa espécie de altar da montanha, de onde se levanta a capela do Sagrado Coração.
- O sol nascente simboliza o nascimento e o esplendor do país.
- A alpaca branca simboliza a riqueza da fauna do país.
- O feixe de trigo simboliza os abundantes recursos alimentícios do país.
- A palmeira janchi coco ou zunga (Parajubaea torallyi) simboliza a riqueza vegetal do país.
- As estrelas simbolizam os departamentos bolivianos, incluindo o litoral.

## História

Primeiro brasão da Bolívia

O primeiro brasão da Bolívia se deu a conhecer mediante a resolução da assembléia deliberante de dez de Julho de 1825. No quarto superior, apareciam cinco estrelas; nos quartos intermediários, uma árvore de pão e uma alpaca e, no quarto inferior, o cerro Rico. Os quartos eram coroados por um gorro frígio e dois gênios sustentando uma faixa com a inscrição República de Bolivia.